# Panzer 61
Panzer 61 bezeichnet einen in der Schweiz entwickelten und produzierten Kampfpanzer.

## Beschreibung
Der Panzer 61 war ein in der Schweiz entwickelter, 1961 beschaffter Panzer der Schweizer Armee. Er basierte auf Erkenntnissen, die mit dem Mittleren Panzer 1958 gemacht wurden. In der Eidgenössischen Konstruktionswerkstätte Thun wurden 150 Stück produziert und ab 1964 bei der Truppe eingeführt.
Die Besatzung bestand aus Kommandant, Richter, Lader und Fahrer. Die Bewaffnung bestand aus einer 10,5-cm-Panzerkanone (Royal Ordnance L7), einer rohrparallelen 20-mm-Maschinenkanone (später ersetzt durch ein zweites Maschinengewehr), einem 7,5-mm-Flab-Maschinengewehr (Mg 51) und sechs Nebelwerfern. Für die Hauptwaffe wurden 52 Granaten, für die Maschinenkanone 240 Patronen, für das Maschinengewehr 3200 Patronen GP 11 und für die Nebelwerfer 16 Patronen mitgeführt.
Der Panzer 61 ermöglichte die Entwicklung des Panzer 68.